# A História de Ester
A História de Ester é uma minissérie brasileira produzida pela JPO Produções e exibida pela RecordTV entre 14 a 25 de dezembro de 1998.
Foi escrita por Yves Dumont, Edison Braga e Antonio Ney e dirigida por Fábio Molinari, sendo uma adaptação do Livro de Ester.
Teve uma média de 3.75 pontos no Ibope índice bom levando em conta que suas antecessoras deram  apenas 2 pontos

## Sinopse
A história se inicia em 475 a.C. e conta como Ester se tornou rainha para proteger os judeus do extermínio.

## Elenco
| ator/atriz         | personagem  |
| ------------------ | ----------- |
| Daniela Camargo    | Ester       |
| Giuseppe Oristanio | Rei Assuero |
| Serafim Gonzalez   | Mordecai    |
| Alexia Dechamps    | Vasti       |
| Renato Borghi      | Memucã      |
| Roberto Frota      | Hamã        |
| Esther Góes        | Tâmara      |
| Fabiana Alvarez    | Nerfetiti   |
| Abrahão Farc       | Abner       |
| Sônia Lima         | Zeres       |
| Ernando Thiago     | Jonatas     |
| Guilhermina Guinle | Débora      |
| Cláudio Fontana    | Aridai      |
| Aguiberto Santos   | Harbona     |
| Lia Paiva          | Zoé         |
| Milton Levy        | Hegai       |